# Último apartamento de Wolfgang Amadeus Mozart
El último apartamento que habitó Wolfgang Amadeus Mozart se localizaba en Viena, en la Rauhensteingasse (antes conocida como Gassl bei dem Himmelpfortkloster). El domicilio llevaba el número de inscripción de Stadt (Ciudad) número 970; en épocas anteriores había llevado los números 875 y 932, y a partir del año 1849 llevó el número 934.
El piso se encontraba en la primera planta del edificio, y fue habitado durante su último año de vida (1791) por Mozart, su esposa Constanze y los dos hijos del matrimonio: Karl Thomas (que en la época tenía siete años de edad) y Franz Xaver Wolfgang (que había nacido en julio de 1791, y a quien Constanze había dado a luz en el propio domicilio). Tras la muerte del genio, Constanze y sus hijos continuaron habitando el piso durante un tiempo.
Del apartamento se sabe que no estaba bien iluminado; el discípulo de Mozart, Franz Xaver Süssmayr (quien terminara el Réquiem inacabado de su maestro) lo describe como oscuro, pero añade que una de las habitaciones tenía ventanas al patio. La Orden de Suspensión (relación de enseres llevada a cabo tras la muerte de Mozart) ofrece una lista exacta y precisa de los muebles habitación por habitación, y por esto se sabe que el piso constaba de cuatro estancias, con un vestíbulo que servía también de cocina.
La propietaria del piso era Elizabeth d'Abocur, quien lo alquiló a Mozart en 1790, aunque en la actualidad no se conoce realmente cuál era el precio del alquiler. El apartamento tenía una superficie de 145 m² aproximadamente, y presentaba la forma de un rectángulo de unos 6' 6 m. por unos 28 m. Se puede suponer que los techos eran altos, de unos 4 o 5 m.
En la actualidad, no se conserva el edificio original, puesto que fue demolido en el siglo XIX, pero sí se poseen planos de la época que permiten hacerse una idea de cómo era la casa de Mozart. El doctor Alfred Lechner, de la Technische Hochschule de Viena, realizó una reconstrucción completa de la primera planta del edificio (donde se encontraba el apartamento de Mozart), así como de la distribución del mobiliario, teniendo en cuenta las indicaciones de la Orden de Suspensión.

## Historia del apartamento
Las viviendas burguesas del siglo XVIII en Viena tenían una configuración general basada sobre todo en el tamaño y la forma de las fincas trazadas en la época gótica. El suelo era caro, y por eso los solares eran largos y estrechos, con una anchura a menudo inferior a los trece metros. La casa que habitó Mozart durante el último año de su vida era de este tipo.
El edificio presenta una fachada saliente y se encuentra al principio de la Rauhensteingasse, muy próxima a la céntrica plaza del Neuer Markt. En la vista de pájaro que dibujó Joseph Daniel von Huber entre 1769 y 1774, se puede apreciar que el domicilio del compositor se encontraba en la tercera casa de la Rauhensteingasse. De 1776 a 1796 la casa, llamada "das kleine Kaiserhaus" ("la casita imperial"), fue propiedad de Elizabeth d'Abocur.
En 1806 se proyectó una remodelación de la casa y el aparejador Adam Hildwein presentó sus planos a las autoridades. Estos constaban de dos partes, de las cuales sólo se conservan las copias que hizo Emil Hüter en 1873: un alzado de la fachada (ofrecida en el margen derecho) y una planta del primer piso, que incluía la vivienda de la que Constanze (en ausencia de Mozart) tomó posesión en 1790. El plano, aun siendo muy valioso, no corresponde enteramente a la distribución que tenía el piso en tiempos de Mozart.
En el año 1849, la casa fue demolida y se unieron tres grandes solares en los que se alzó un gran edificio de viviendas que fue completamente reconstruido tras la Segunda Guerra Mundial. Hoy el solar donde estaba la casa de Mozart lo ocupan los grandes almacenes Steffel; en la tercera planta se conservan varios objetos en recuerdo del compositor.

## Descripción del apartamento
A continuación se ofrece una descripción detallada del piso habitación por habitación, reseñándose los distintos muebles presentes en cada estancia, en función de los datos que se dan en la Orden de Suspensión.
Como característica del apartamento, cabría decir que no existía un gran pasillo o corredor desde el que poder acceder a cualquier estancia del piso, sino que las habitaciones estaban unidas una a continuación de la otra, de tal manera que para ir a la última habitación de la casa, se debían atravesar todas las demás.

### Vestíbulo/cocina
Para entrar en la casa de Mozart se utilizaba la puerta trasera, que llevaba al vestíbulo/cocina. En un ángulo de la cocina había una gran chimenea conectada con la estufa del salón. Presenta una ventana que conecta con el patio de luces.
Esta estancia estaba amueblada con dos mesas de madera blanda y un armario viejo del mismo material. También presentaba un armarito con puertas (posiblemente para guardar los utensilios de cocina) y dos camas de madera blanda, aisladas del resto de la habitación por un biombo.
Al fondo de la habitación se halla la puerta que comunica con el salón, y en la esquina superior izquierda de la estancia se encuentra el acceso al pequeño retrete.

### Retrete
Se trata de un minúsculo habitáculo sin ventanas al que se accedía desde la cocina. Presentaba una taza de retrete y carecía de bañera, ya que en el siglo XVIII, la higiene corporal se concretaba en eventuales "duchas", las cuales consistían en rociar el cuerpo con agua mediante una palangana y lavarse con jabón.

### Salón
A él se accede desde la cocina y comunica a través de una puerta doble con la sala de estar. Se trata de la habitación que Franz Xaver Süssmayr describiría como oscura con ventanas al patio (concretamente dos, con sendas cortinas y un juego de persianas venecianas).
Entre los muebles del salón se contaban dos cómodas de madera dura (apoyadas contra la pared), y un sofá en torno al que había seis sillas con tapicería de lona, dos taburetes pequeños (emplazados a uno y otro lado del sofá), una rinconera de madera blanda (situada en la esquina inferior izquierda de la habitación) y una cómoda pequeña (colocada entre las dos ventanas).

### Sala de estar
La sala de estar era la habitación más pequeña de la casa y carecía de ventanas. Se situaba entre el salón y la sala de billar, y su iluminación procedía únicamente de esas dos habitaciones, razón por la que no había puertas entre la sala de billar y esta estancia. Tenía una araña central colgada del techo.
Presentaba tres mesas de madera dura, dos divanes y seis sillas con tapicería de lino fuerte. Además, en ella había dos armarios laqueados con puertas, un espejo con marco dorado (colgado sobre una de las mesas), un juego de paneles empapelados, y tres figuras y una caja de porcelana (situados sobre una mesa).

### Sala de billar/dormitorio
Es bien conocida la gran afición que sentía Mozart por el billar, hasta tal punto de tener su propia mesa en casa, y de practicarlo todas las tardes con su esposa.
Además de ser empleada para albergar la mesa de billar (con fieltro verde, cinco bolas y doce tacos), esta estancia es también el dormitorio de Mozart y Constanze, por lo que estaba amueblado con una mesa de madera, un fanal y cuatro candeleros, una estufa de hierro con salida de humos, una cama de matrimonio y una cuna (en la que dormiría Franz Xaver Wolfgang).
Esta estancia carecía también de ventanas, por lo que la iluminación le llegaba desde el estudio contiguo, al que posiblemente se accedía mediante una gran puerta de cristales.

### Estudio
El estudio era la habitación más luminosa y mejor ventilada de la casa, y en la que Mozart transcurría la mayor parte del día, ya que en ella es donde se dedicaba a componer. Presentaba tres ventanas que comunicaban con la Rauhensteingasse.
Es la habitación más amueblada de todo el piso, y en ella se hallaban una mesa de madera dura, un sofá y seis sillas con tapicería de damasco viejo, un escritorio de cilindro, un reloj con maquinaria en caja de oro, un armario de escribir (una especie de secreter) laqueado, dos estanterías de madera blanda con libros, sesenta piezas de porcelana variada, una mano de mortero de bronce, tres candeleros de bronce y otros dos de cristal, dos molinillos de café, una tetera de latón, una bandeja laqueada y algunos vasos corrientes. En el estudio había, asimismo, un pianoforte con pedal y una viola en su estuche.

## Mobiliario
En la Viena del siglo XVIII, el mobiliario de un piso burgués alquilado era muy sencillo. Los muebles del período josefiniano se caracterizaban por las líneas rectas (sin las curvas del rococó) y su excelente acabado.
En cuanto a la tapicería, ésta solía ser muy simple, de algodón a cuadros en blanco y azul, verde, rojo o marrón. Los sofás se cubrían de lona con dibujos rítmicos y tonos apagados; no se usaron colores más vivos hasta la época Biedermeier.
Tras la muerte del compositor, sus bienes se tasaron en 595 florines y 9 kreutzer, de los que 296 florines y 8 kreutzer correspondían a mobiliario, y 17 florines a ropa de cama y mesa. Entre las deudas pendientes (que sumaban 918 florines y 16 kreutzer) había tres facturas considerables entre las que se encontraba la de un tapicero, a quien debía 280 florines y 3 kreutzer. Es evidente que los Mozart acababan de cambiar la decoración de la casa, o por lo menos la tapicería de algunos muebles.